# Persoonia teretifolia
Persoonia teretifolia (лат.) — кустарник, вид рода Персоония (Persoonia) семейства Протейные (Proteaceae), эндемик юго-запада Западной Австралии. Прямостоячий или раскидистый куст с гладкой корой, опушёнными молодыми веточками, линейными листьями и ярко-жёлтыми цветками, растущими группами до двадцати на цветоносном побеге.

## Ботаническое описание
Persoonia teretifolia — прямостоячий, часто раскидистый куст высотой 0,5-3 м с гладкой корой и опушёнными молодыми ветвями. Листья линейные, 15-70 мм в длину, 0,9-1,5 мм в ширину и загнуты вверх. Цветки расположены группами до двадцати на цветоносном побеге до 100 мм, который продолжает расти после цветения, каждый цветок расположен на цветоножке 2-6 мм длиной с чешуйчатым листом у основания. Листочки околоцветника ярко-жёлтые, длиной 9-13 мм с асимметричными боковыми чашечками околоцветника и мешкообразными листочками нижнего околоцветника. Цветёт в основном с октября по февраль.

## Таксономия
Впервые вид был официально описан в 1830 году Робертом Броуном в Transactions of the Linnean Society of London.

## Распространение и местообитание
Persoonia teretifolia — эндемик Западной Австралии. Растёт в редколесье в основном в прибрежных районах между заливом Исраэлит и Албани в биогеографических регионах Эсперанс, Джаррах-Форест и Малли на юго-западе Западной Австралии.

## Охранный статус
Вид классифицируется Департаментом парков и дикой природы правительства Западной Австралии как «не находящаяся под угрозой исчезновения».